# Internationella orienteringsförbundet
Internationella Orienteringsförbundet, IOF, (engelska: International Orienteering Federation) bildades i Köpenhamn den 21 maj 1961 och är orienteringens världsorganisation. Internationella orienteringsförbundet har ansvar för orientering, skidorientering, precisionsorientering och mountainbikeorientering. Sedan 1977 erkänns IOF av Internationella olympiska kommittén.
Förbundet arrangerar internationella tävlingar såsom bland annat Världsmästerskapen och Världscupen. Högsta beslutade organ i förbundet är generalförsamling; ordinarie generalförsamling träffas vartannat år. Varje medlemsförbund får skicka upp till tre delegater till församlingen. Associerade medlemsförbund har dock ingen röst vid generalförsamlingar. I tider mellan generalförsamlingarna sköts arbetet av IOF-rådet som består av ordförande, tre viceordförande och sju ordinarie medlemmar. Sittande ordförande sedan 2024 är Tom Hollowell som kommer fortsätta vara det till och med 2028.

## Medlemsländer

Länder som är med i Internationella orienteringsförbundet

Förbundet har 78 medlemmar. Kursiv visar associerade medlemmar.
Afrika
3 fullständiga och 2 associerade (avstängda) medlemmar
- Egypten
- Kamerun (avstängd)
- Moçambique
- Sydafrika
- Uganda (avstängd)

Asien
16 fullständiga och 1 associerade medlemmar
- Azerbajdzjan
- Kina
- Hongkong
- Indien
- Indonesien
- Iran
- Israel
- Japan
- Kazakstan
- Kirgizistan
- Malaysia
- Nepal
- Nordkorea
- Singapore
- Sydkorea
- Thailand
- Taiwan

Amerika
8 fullständiga, 3 associerade (1 avstängd) och 2 avstängda medlemmar
- Argentina
- Barbados
- Brasilien
- Chile
- Colombia
- Costa Rica
- Dominikanska republiken
- Ecuador (avstängd)
- Kanadas
- Kuba (avstängd)
- Uruguay
- USA
- Venezuela (avstängd)

Europa
35 fullständiga och 3 avstängda medlemmar
- Belgien
- Bulgarien
- Cypern
- Danmark
- Estland
- Finland
- Frankrike
- Georgien
- Grekland
- Irland
- Italien
- Kroatien
- Lettland
- Liechtenstein
- Litauen
- Makedonien
- Moldavien
- Montenegro (avstängd)
- Nederländerna
- Norge
- Polen
- Portugal
- Rumänien
- Ryssland (avstängd)[4]
- Schweiz
- Serbien
- Slovakien
- Slovenien
- Spanien
- Storbritannien
- Sverige
- Tjeckien
- Turkiet
- Tyskland
- Ukraina
- Ungern
- Vitryssland (avstängd)[5]
- Österrike

Oceanien
2 fullständiga medlemmar
- Australien
- Nya Zeeland